# 288961 Stasysgirėnas
288961 Stasysgirėnas è un asteroide della fascia principale. Scoperto nel 2004, presenta un'orbita caratterizzata da un semiasse maggiore pari a 2,8059805 UA e da un'eccentricità di 0,1803084, inclinata di 11,55213° rispetto all'eclittica.
L'asteroide è dedicato all'aviatore statunitense di origine lituana Stasys Girėnas.
È il primo asteroide la cui denominazione, avvenuta il 9 giugno 2017, contenga il carattere ė.